# Борис Чаталбашев
Борис Чаталбашев (рођ. 30. јануара 1974. Плевен) је бугарски шаховски велемајстор. По занимању је економиста.
Титулу међународног мајстор освојио је 1992, а велемајстора 1997. године.
Са седамнаест година био је најмлађи првак државе у шаху.
Три пута је био првак Бугарске 1991, 1998. и 2007.. Учествовао је са шаховском репрезентацијом Бугарске на три Шаховскее олимпијаде и три европска првенства. На олимпијадама је од 18 одиграних партија 7 победио, 7 ремизирао и 4 изгубио.
Рејтинг 1. јануара 2008. године је 2585.

## Турнирски резултати
- Албена, Бугарска 1992 - 1 m.
- Павликени, Бугарска 1994. - 1 m.
- Стари Дојран, Република Македонија 1996. - 1 .
- Савин льо Темпл, 1996. - 1 .
- Шамбери, Француска 1996. - 1 .
- Вал Торанс, Француска 1996. - 1-4 m. 2001. - 1 .
- Париз, Француска 1997. - 1 m.
- Челе Лигуре, Италија 1998. - 1 .
- Валоар, 1998. - 1 .
- Кутро, Италија 1998. - 1 m. 2001. - 1-2 .
- Сент Африк, Француска 1998. - 1 .
- Барлета, Италија 1999. - 1 m.
- Салсомађоре Терме, Италија 2000. - 1 m.
- Лион, Француска 2001. - 1 .
- Ђардини-Наксос, Сицилија, Италија 2001. - 1 .
- Империјал, Италия 2001. - 1 .
- Ређо Емилија, Италија 2001/02. - 1 .
- Агд Француска, 2002. - 1 .
- Балатонлеле, Мађарска 2002. - 1 m. 2003. - 1 m.
- Ђенова, Италија 2005. - 1-2 .
- Сунчев брег, Бугарска 2005. - 1 m. 2006. - 1 m.
- Ријека, Хрватска 2007. - 1 m.
- Хејстингс, Енглеска 2008. - 3 m.

## Учешће на шаховским олимпијадама
| Година | Место   | титула | рејтинг | играо | добио | нерешио | изгубио | поена | Пласман (репрезентације) | табла         |
| 1996   | Јереван | ИМ     | 2490    | 4     | 1     | 2       | 1       | 2     | 9                        | Друга резерва |
| 1998   | Елиста  | ГМ     | 2535    | 8     | 3     | 3       | 2       | 4,5   | 17                       | Прва резерва  |
| 2004   | Калвија | ГМ     | 2554    | 6     | 3     | 2       | 1       | 4     | 9                        | Прва резерва  |

## Учешће на европским првенствима
| Година | Место     | титула | рејтинг | играо | добио | нерешио | изгубио | поена | Пласман (репрезентације) | табла        |
| 2003   | Пловдив   | ГМ     | 2534    | 6     | 1     | 3       | 2       | 2,5   | 19                       | Трећа        |
| 2007   | Хераклион | ГМ     | 2581    | 7     | -     | 6       | 1       | 3     | 7                        | Прва резерва |